# Hongdae

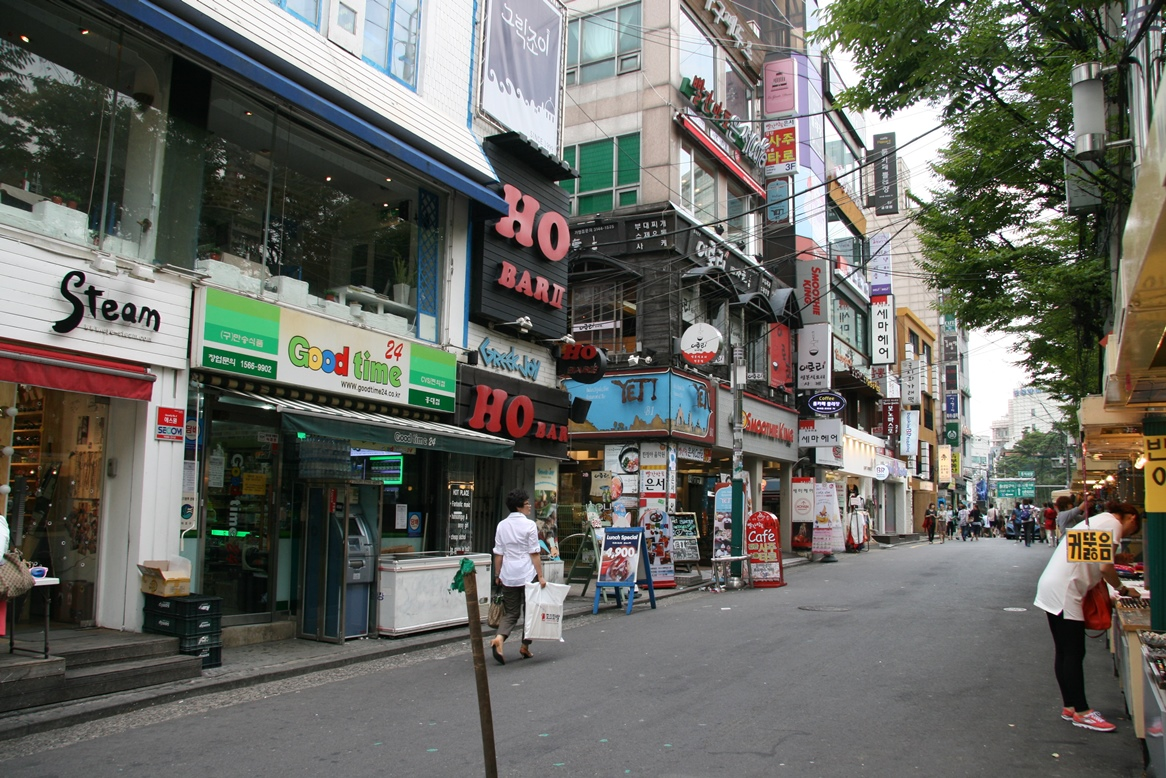
Lojas em Wausan-ro 21-gil em frente ao playground de Hongdae.

Hongdae (em coreano:  홍대앞) é uma região de Seul, Coreia do Sul, situada próxima à Universidade Hongik, de onde deriva seu nome. É conhecida por sua arte urbana e música indie, clubes e entretenimento. A área está localizada em Mapo-gu, no extremo oeste de Seul, e se estende desde Seogyo-dong até Hapjeong-dong.

## Nome
Hongdae é uma abreviação de Hongik Daehakgyo, a Universidade Hongik (홍익대학교). O termo "hongdae" é normalmente utilizado para se referir à Universidade Hongik, que possui uma das principais faculdades de belas artes do país.

## Características

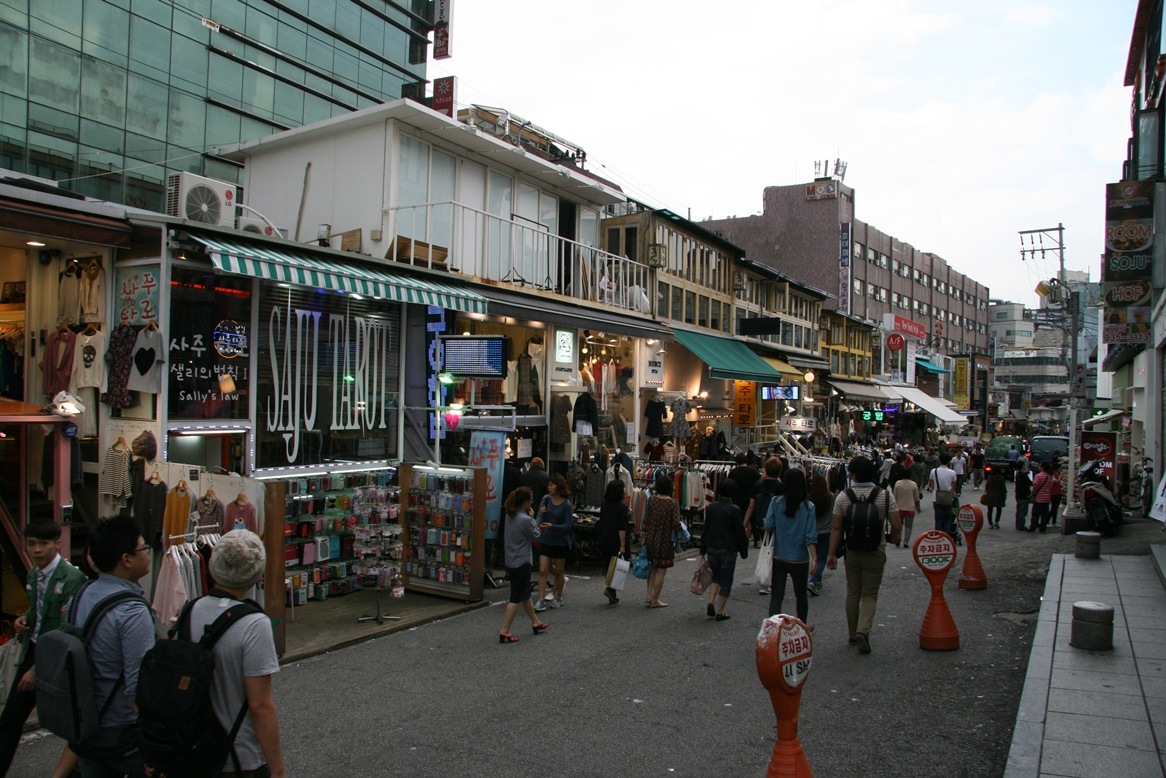
Barracas de roupas na Eoulmadang-ro.

Hongdae é conhecida por seu espírito indie, artes de rua e músicos de bandas underground. Muitas bandas conhecidas, como Jaurim, Crying Nut e Peppertones são originárias deste local, e começaram como bandas indie. Na área são realizados festivais e performances de arte de rua, bem como concertos musicais de artistas independentes e artistas do mainstream.
Sob a influência da Universidade Hongik (Hongdae), que é bem conhecida pela sua prestigiosa faculdade de arte, o bairro foi construído sobre uma base de essência artística desde a década de 1990. Nos primeiros tempos, graças aos aluguéis baratos, músicos e artistas de rua começaram a se mudar para os estúdios da região. Atualmente, muitos deles se transformaram em cafés ou locais de música ao vivo, o que tem rendido ao bairro a reputação de "meca" das artes urbanas e da cultura dos clubes undergrounds. Apesar da recente explosão de lojas de marcas de luxo, o que leva os artistas a se mudarem em direção à zona sul perto da estação Hapjeong, novas bandas de rock indie aparecem a cada ano e a rua ainda goza de uma reputação como local privilegiado da cidade para músicos independentes. A YG Entertainment, uma importante agência de K-pop, também próximo do local.

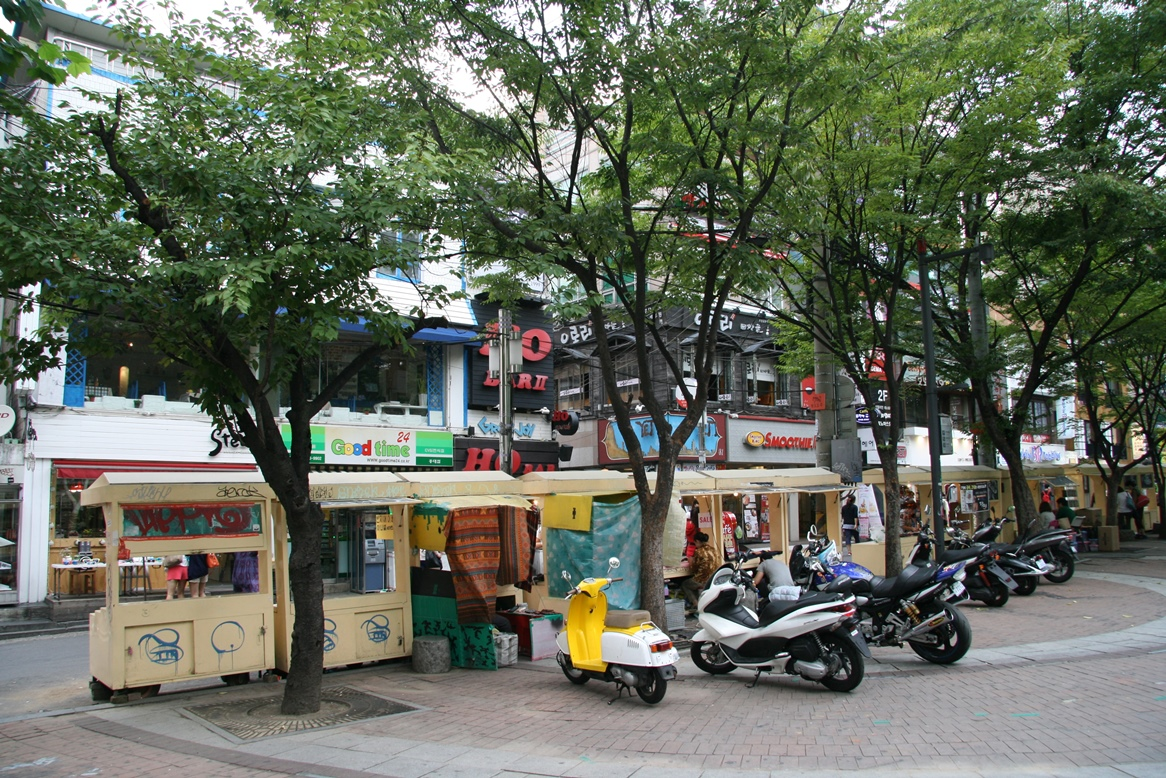
Comerciantes de rua na Wausan-ro 21-gil.

A área também conta com galerias de arte, estúdios, teatros, lojas de design, além de cafés, bares, restaurantes e discotecas. Isso atrai muitas pessoas em busca de diversão, particularmente estudantes universitários, professores ESL e turistas. Algumas das discotecas mais conhecidas são m2, nb2, Vera e Cocoon. Nb2 é especialmente famosa porque é operada por uma das maiores agências de entretenimento do país, a YG Entertainment, contando com uma variedade de música hip hop para agradar os ouvidos dos clientes.
Além da arte e cultura, Hongdae é também local de barracas de roupas independentes de preços razoáveis, descontos e lojas vintage, especialmente ao longo da via Eoulmadang-ro, que serve para aqueles que querem individualidade com criatividade. Existem cafés com temas kitsch, quirky e eclético, bem como o Charlie Brown Cafe, tendo as personagens dos Peanuts como tema, Hello Kitty Cafe, Bau House Cafe para cães e filhotes, Gio Cat Cafe, e Dr. Fish Cafe.
O Playground de Hongdae, também conhecido como Parque Infantil Hongik, localizado entre a Wausan-ro e Wausan-ro 21-gil, em frente à Universidade Hongik, é o local de vendedores ambulantes que comercializam suas mercadorias à noite. Também foi usado como local de gravação para o drama da MBC The 1st Shop of Coffee Prince em 2007, o drama da KBS Mary Stayed Out All Night em 2010; e o drama da SBS A Gentleman's Dignity em 2012.

## Eventos

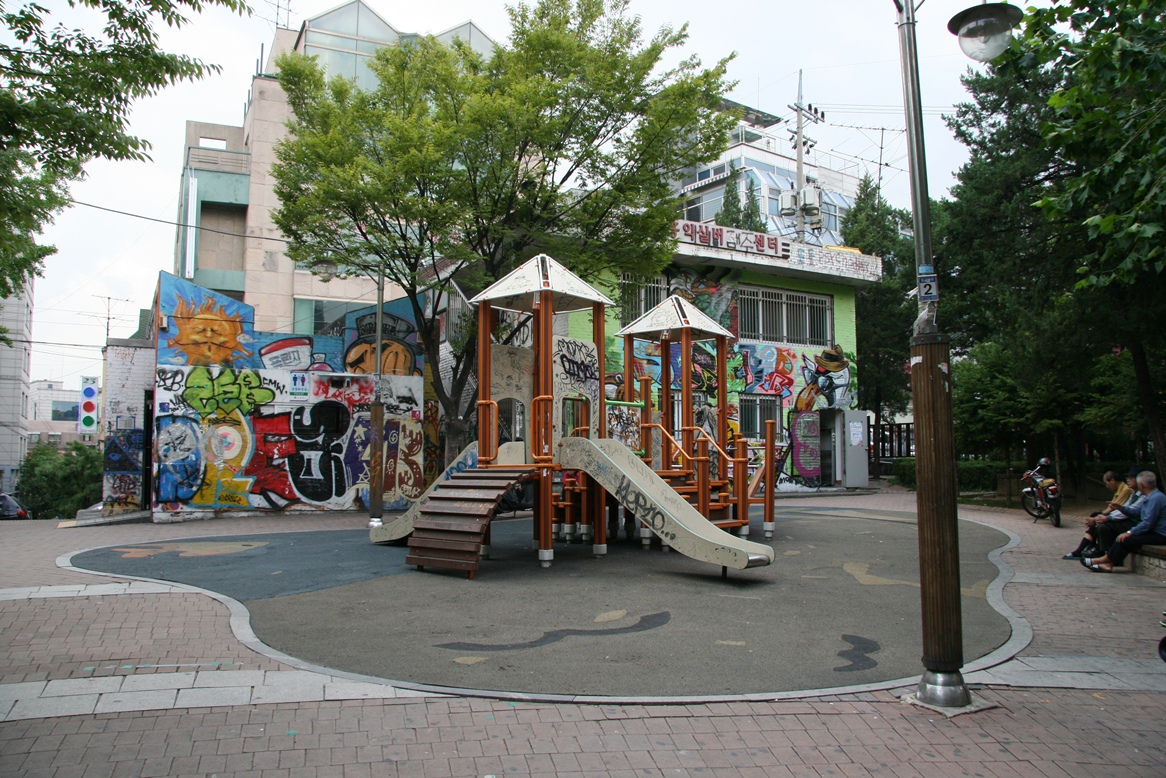
Playground de Hongdae em 2012.

- A última sexta-feira de cada mês em Hongdae é o "Club Day", um evento no qual uma pulseira permite a entrada em mais de uma dúzia de clubes pelo preço de um. Os foliões podem esperar em longas filas em clubes populares. Por um curto período, de 2008 até o início de 2009, o evento foi cancelado devido aos altos níveis de violência e distúrbios. No entanto, devido ao aumento da presença da polícia e regulamentos que proíbem a entrada de soldados americanos e indivíduos menores de idade em muitos clubes, este evento mensal foi retomado.
- "Sound Day" é a versão do "Club Day" para músicos de rock indie, que acontece na segunda sexta-feira em clubes e salas de concerto ao vivo.
- Nos fins de semana, de março a novembro, das 13:00 às 18:00, mercados de pulgas são realizados no Playground de Hongdae (em coreano:  놀이터), que situa-se em frente do portão principal da Universidade Hongik. Os mercados de pulgas são chamados de "Mercado Livre" aos sábados e "Mercado da Esperança" aos domingos. São mercados de artesanato incipiente de coisas feitas por estudantes e artistas de rua, com sua atmosfera artística.[8][9][10]

## Transportes
A área é servida pelo metrô através da estação da Universidade Hongik (Linha 2), estação Hapjeong (Linha 2 e Linha 6), e estação Sangsu (Linha 6). Além disso, várias linhas de ônibus chegam à rua.

## Na cultura popular

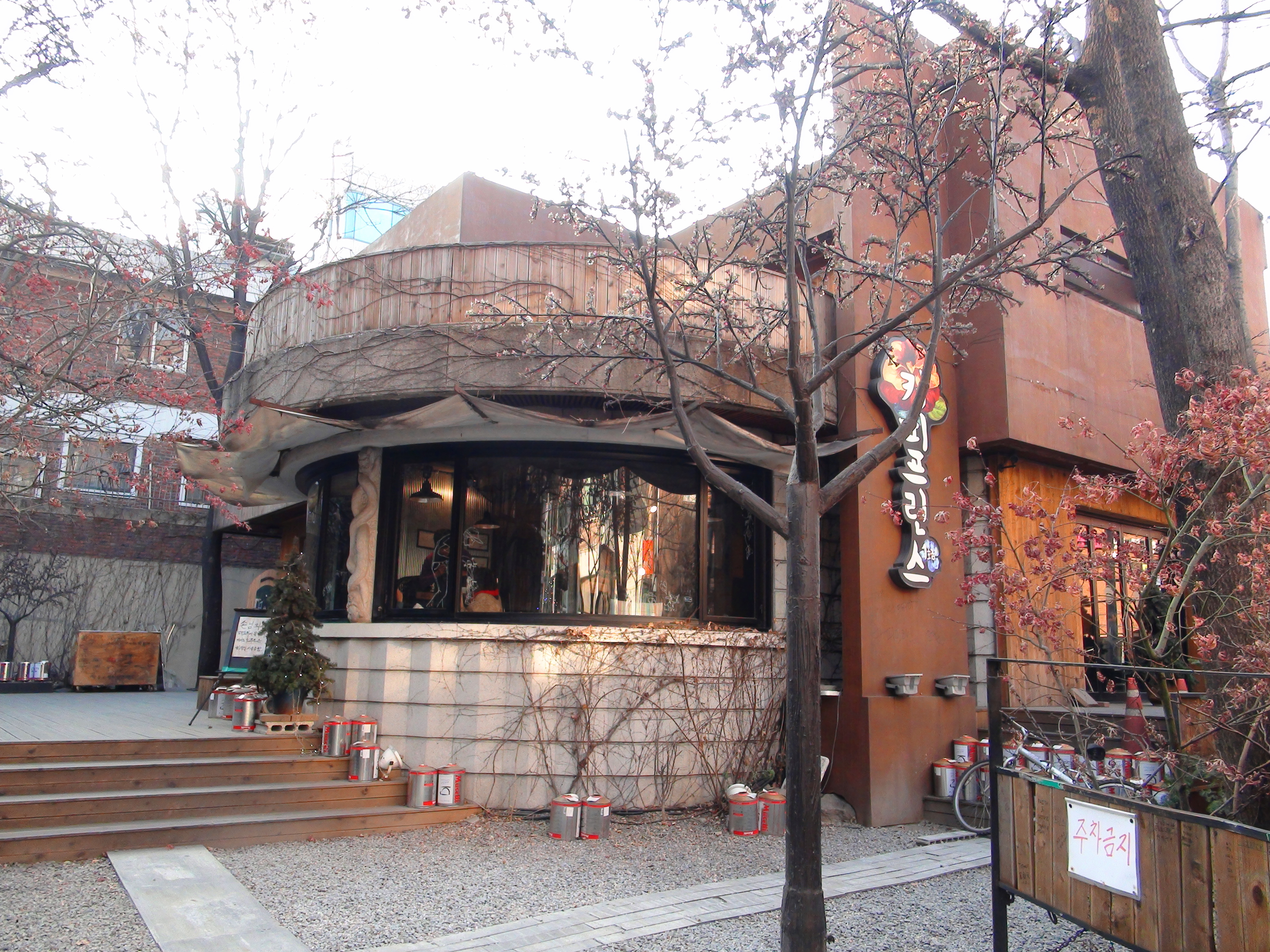
Exterior do café que serviu como local de gravação de The 1st Shop of Coffee Prince, em Hongdae.

O café remodelado usado como local de gravação para o drama da MBC, The 1st Shop of Coffee Prince, está localizado em Hongdae. O café foi reaberto após as filmagens concluídas, com a pintura das flores de parede por Han Yoo-joo e outros adereços do drama em exposição. A área junto com o café foi destaque em um documentário produzido pela National Geographic Channel sobre a onda coreana, intitulado Seoul's Got Soul, em 2011.
Em 2011, um café em Hongdae foi usado como local de gravação para o drama do canal a cabo tvN, Flower Boy Ramen Shop, mostrando Jung Il-woo interpretando Cha Chi-soo, com seus amigos.